# Speedy J
Speedy J, nacido como Jochem George Paap (Róterdam, 14 de febrero de 1969), es un productor y deejay neerlandés de techno.

## Carrera
Se dio a conocer gracias a la publicación en 1992 del tema de minimal techno Pullover. Posteriormente, su material se hizo más melódico a medida que se apartó del sonido hardcore habitual en Bélgica y Holanda a comienzos de los años 90.
En 1993 publicó su álbum de debut Ginger. En Estados Unidos salió en Plus 8, el sello de Richie Hawtin, mientras que en Inglaterra apareció en Warp Records dentro de la serie Artificial Intelligence de IDM. Su siguiente disco, G-Spot, publicado en 1995, tenía un sonido más introspectivo. A éste le siguió un álbum en directo, !ive. Su posterior trabajo, Public Energy No.1 en 1997 y A Shocking Hobby en 2000, se acercaba a un tipo de techno más experimental. El disco Loudboxer (2002) vio su vuelta al clásico techno four on the floor.
Ha colaborado con Mike Paradinas en el proyecto Slag Boom Van Loon, a través del que han publicado dos CD en el sello de Paradinas, Planet Mu. En 1999 también publicó dos discos de ambient en el sello FAX +49-69/450464 bajo su nombre real.

## Discografía
- Ginger (Plus 8/Warp, 1993)
- G-Spot (Plus 8/Warp, 1995)
- !ive (Beam Me Up!, 1995) (álbum en directo)
- Public Energy No. 1 (Plus 8/NovaMute, 1997)
- Vrs-Mbnt-Pcs 9598 I (Fax +49-69/450464, 1999) (como Jochem Paap)
- Vrs-Mbnt-Pcs 9598 II (Fax +49-69/450464, 1999) (como Jochem Paap)
- A Shocking Hobby (Nova Mute, 2000)
- Loudboxer (NovaMute, 2002)

### Colaboraciones como Jochem Paap
- Slag Boom Van Loon – Slag Boom Van Loon (Planet Mu, 1998) (con Mike Paradinas)
- Slag Boom Van Loon – So Soon (Planet Mu, 2001) (remixes del disco de Slag Boom Van Loon)
- Pete Namlook & Jochem Paap – pp.nmlk (Fax +49-69/45046, 2004)
- Jochem Paap + Scott Pagano – Umfeld (Umfeld.tv, 2007) (publicado como un DVD, audio de Jochem Paap, video de Scott Pagano)

### Remezclas
- 30drop — Obsessively (Speedy J Remix) (30D Records, 2020)

## Collabs
Collabs es el nombre de una serie de 12 donde Speedy J colabora con varios músicos de techno. Tras Collabs 300, Speedy J y Chris Liebing se embarcaron en un tour bajo el mismo nombre.

### Discografía como Collabs
- Collabs 100 (con Adam Beyer)
- Collabs 200 (con Literon)
- Collabs 300 (con Chris Liebing)
- Collabs 301 (con Chris Liebing)
- Collabs 3000: Metalism (con Chris Liebing)
- Collabs 400 (con George Issakidis)
- Collabs 401 (con George Issakidis)